# Olaf Schönborn
Olaf Schönborn (Heidenheim/Brenz, 25 augustus 1967) is een Duitse jazzsaxofonist (sopraan- en altsaxofoon).

## Biografie
Schönborn speelde blokfluit en piano en kreeg vanaf zijn zeventiende saxofoonles. Van 1988 tot 1995 studeerde hij aan Universität Tübingen (Engels en geografie), onderbroken door een jaar aan Arizona State University in Phoenix (Arizona), waar hij jazzsaxofoon studeerde. Van 1996 tot 2000 studeerde hij jazz- en populaire muziek aan de toenmalige Musikhochschule Heidelberg-Mannheim.
Schönborn werkte als saxofonist in groepen als Accoustic Affaire, de fusionband Fridge People en de tentet van Fritz Münzer, daarna richtte hij zijn eigen groep op, Changes. Daarnaast werkte hij in verschillende projecten van Allen Blairman. In 2008 ging hij met zijn kwartet Q4 (met Daniel Stelter, Martin Simon en Tilman Bruno) op tournee. Verder werkte hij met Maria Schneider, Joe Gallardo, Herb Geller, Kosho, Valery Ponomarev, Alex Sipiagin, Carolyn Breuer, Jochen Brauer, Thilo Wagner, Klaus Wagenleiter en Frank Kuruc. Hij is bovendien lid van de groep van Sarah Kaiser.
Hij speelde in de bigbands van Rainer Tempel en Russ Spiegel, alsook Bobby Burgess Bigband Explosion, het Würzburg Jazz Orchestra, de Mannheim Jazz Bigband, de SAP Bigband en de Kicks´n Sticks Bigband. Daarnaast was hij als theatermuzikant werkzaam. Hij is op albums van de Mannheimer Bläserphilharmonie te horen. Met Thomas Siffling en Fritz Münzer richtte hij in 2000 Emanon Musikverlag en de platenlabels JAZZ'n'ARTS en Rodenstein Records op.

## Bron
- Jürgen Wölfer Jazz in Deutschland – Das Lexikon. Alle Musiker und Plattenfirmen von 1920 bis heute. Höfen: Hannibal Verlag 2008, ISBN 978-3-85445-274-4